# Pseudomystus fumosus
Pseudomystus fumosus är en fiskart som beskrevs av Ng och Lim 2005. Pseudomystus fumosus ingår i släktet Pseudomystus och familjen Bagridae. Inga underarter finns listade i Catalogue of Life.